# Suzlon Energy

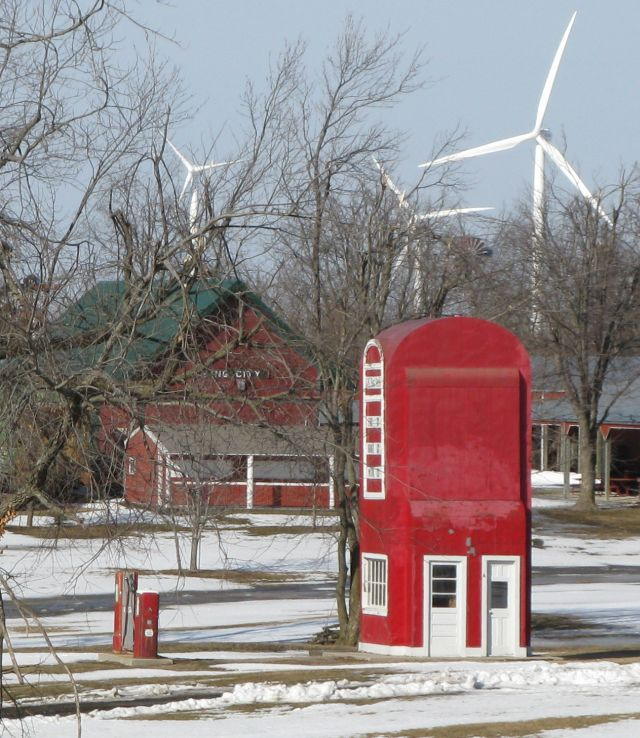
Équipements Suzlon dans la ferme éolienne de Bluegrass Ridge dans le Missouri.

Suzlon Energy (BSE : 532667) est un groupe indien spécialisé dans l'énergie éolienne, leader sur le marché indien depuis 10 ans.

## Histoire
La société a été créée par Tulsi Tanti en 1995, un ancien fabricant de textile, avec l'aide de quelques collègues entrepreneurs de Rajkot, qui devaient faire face à une augmentation des coûts en électricité.
La société ne cesse alors de grandir. En 2003, Suzlon honore son premier contrat aux États-Unis pour fournir 24 turbines au sud du Minnesota.
En 2006, Suzlon rachète son fournisseur belge Hansen Transmissions pour 565 millions de dollars. En 2007, Suzlon rachète la participation d'Areva dans REpower Systems, maintenant Senvion.